# 阿爾克 (玻利維亞)
17°48′0″S 66°23′0″W / 17.80000°S 66.38333°W
阿爾克（西班牙語：Arque），是玻利維亞的市鎮，位於該國中部科恰班巴省阿尔克县，并为该县的县府所在地，處於阿爾克河北岸，海拔高度2,742米，每年平均降雨量600毫米，2001年人口487。